# 新春FUN起来
《新春FUN起来》是马来西亚八度空间于每年制作的新春特备節目。主持人为陈慧恬、谢承伟，连同一众新春大使，除了玩游戏和派送奖品，还会在每一站拍摄地点举办新春文娱晚宴，让当地居民和艺人们一边食用团圆饭，一边欣赏娱乐表演。

## 主持人
- 陈慧恬
- 谢承伟

## 出席艺人

### 第一季
第一集：雪隆 
- 张心怡
- 秦雯彬
- 陈嘉荣
- 叶剑锋
- 周秀洋
- 杨莉莎
- 黄侯升
- 魏少泷
- 罗辰昱
- 黄诗琪
- 曾谊雯
- 小玉
- 朱宇婕
- 蔡瀞萱
- 陈志康
- 林宏彦

第二集：吉打 
- 张心怡
- 王菁忆
- 李依凌
- 蔡心怡
- 张傲斌
- 黄诗琪
- 王贤耀
- 蔡瀞萱
- 黄侯升
- 朱宇婕
- 林宏彦

第三集：柔佛
- 陈丽亭
- 陈薇薇
- 刘湘灵
- 杜文杰
- 郑瑞钥
- 黄玉丽
- 魏少泷
- 萧心韵
- 蔡瀞萱
- 黄侯升
- 朱宇婕
- 林宏彦

第四集：彭亨
- 叶剑锋
- 苏进川
- 洪美玲
- 林思婷
- 曾谊雯
- 卢信宥
- 连杨贤
- 张心怡
- 蔡瀞萱
- 朱宇婕

### 第二季
第一集：霹雳
- 郑瑞钥
- 张心怡
- 陈丽亭
- 张傲斌
- 刘湘灵
- 魏少泷
- 黄诗琦
- 朱宇婕
- 蔡瀞萱
- 黄侯升
- 林宏彦

第二集：森美兰
- 叶剑锋
- 小玉
- 林志遵
- 李依凌
- 苏进川
- 萧心韵
- 曾谊雯
- 罗辰昱
- 黄侯升
- 林宏彦

第三集：彭亨
- 陈嘉荣
- 秦雯彬
- 黄诗琦
- 曾谊雯
- 罗辰昱
- 王贤耀
- 朱宇婕
- 蔡瀞萱

第四集：雪兰莪
- 陈嘉荣
- 秦雯彬
- 黄诗琦
- 曾谊雯
- 罗辰昱
- 王贤耀
- 朱宇婕
- 蔡瀞萱
- 叶剑锋
- 王菁忆
- 黄侯升
- 林宏彦
- 萧心韵
- 周秀洋
- 黄明慧
- 可晴
- 魏少泷

### 第三季
第一集：雪隆
第二集：柔佛、马六甲
第三集：吉打、槟城
第四集：登嘉楼、彭亨